# Агаспеяр у творчості Тараса Шевченка

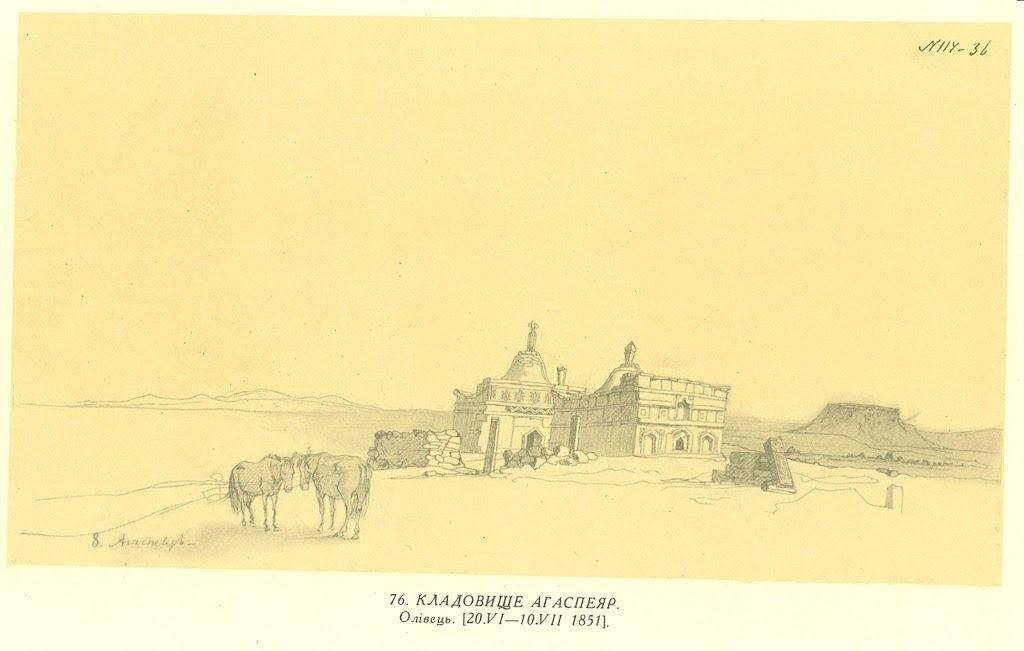
Малюнок Тараса Шевченка «Кладовище Агаяспер»

Агаспея́р — долина між двома пасмами гір — Каратау і Південного Актау на півострові Мангишлак.
Тут Шевченко Тарас Григорович між 20 червням і 10 липням 1851 року, під час Каратауської експедиції, виконав чотири рисунки: «Вид на гори Актау з долини Агаспеяр» (17.6×31), «Гора в долині Агаспеяр» (18×30.7), «Гори в долині Агаспеяр» (17.9×31.3), «Кладовище Агаспеяр» (17.2×30.5). Рисунки виконано олівцем на кольоровому або тоновому папері. Ліворуч унизу кожного аркуша є напис «Агаспеяр» та цифра біля нього, що вказує на послідовність виконання творів. Зображення кладовища на рисунку «Кладовище Агаспеяр» з незначними змінами повторили: Шевченко в акварелі «Туркменські аби в Каратау» та Б. Залеський в офорті «Кладовище Агаспеяр» (Альбом «Життя Киргизських степів». Париж, 1865, французькою мовою). Рисунки Шевченка зберігаються в Національному музеї Тараса Шевченка.